# Археоптерикс
Археоптерикс (лат. Archaeopteryx; од грч. ἀρχαῖος — „древна“ и грч. πτέρυξ — „крило“) је најстарија позната птица. Овај род диносаура налик на птице представља прелаз између нептичијих диносауруса са перјем и модерних птица. Живела је у периоду касне јуре, пре око 150-145 милиона година, у данашњој јужној Немачкој, а такође и у Португалији, током времена када је Европа била архипелаг острва у плитком топлом тропском мору, много ближе екватору него што је сада.
Археоптерикс је била сличне величине и облика као данашња сврака, дуга око 30 cm, тешка 300-500 грама. Имала је распон крила од 50 cm и дуг кљун. Током периода од касног деветнаестог века до раног 20. века, палеонтолози и популарне референтне књиге су генерално прихватили род Archaeopteryx као најстарији познати род птица (члан групе Avialae). Од тада су идентификоване старије птице, укључујући Anchiornis, Xiaotingia, и Aurornis. Највеће врсте археоптерикса могле би да нарасту до око 0,5 m (1 ft 8 in) дужине. Упркос малој величини, са својим широким крилима и претпостављеној способности летења или једрења, археоптерикс је имао више заједничког са другим малим мезозочким диносаурусима него са модерним птицама. Конкретно, они су делили следеће особине са дромаеосауридима и трудонтидима: чељусти са оштрим зубима, три прста са канџама, дуги кошчат реп, хиперекстензибилни други прст на нози („убијајућа канџа”), перје (што такође сугерише топлокрвност) и разне особине скелета.
Ове особине чине археоптерикса јасним кандидатом за прелазни фосил између неавијанских диносауруса и птица. Стога, археоптерикс игра важну улогу, не само у проучавању порекла птица, већ и у проучавању диносауруса. Он је именован по једном перу 1861. године, мада се евентуално показало да то перо није птичије. Исте године најављен је први комплетни примерак археоптерикса. Током година откривено је још десет фосила археоптерикса. Упркос варијацијама међу овим фосилима, већина стручњака сматра да сви остаци који су откривени припадају једној врсти. о чему се, додуше, још увек дебатује.

## Палеобиологија

### Перје
Примерци врсте Archaeopteryx су очити доказ да је ова птица имала добро развијено перје за летење. Било је изразито асиметрично и имало је структуру као и летно перје данашњих птица. Репно перје било је мање асиметрично, такође у складу са данашњим птицама. Палац, међутим, није имао покретне ресе на перју.
Перје на телу је мање документовано и само је правилно истражен берлински примерак. На берлинском примерку постоји добро развијено перје на ногама; нека од тих пера имају основне обрисне структуре перја, док је у неким деловима перје чврсто и може подржавати лет.
Постојао је слој контурног перја које пролази дуж леђа и слично је контурном перју тела данашњих птица, симетрично је и чврсто, али не круто као перје повезано с летом.

### Фосили
Досад је нађено десет фосилних остатака ове врсте и једно перо. Прво је 1860. године у близини Солнофена (Немачка) нађено перо ове птице, а описао га је годину дана касније немачки научник Кристијан Ерик Херман фон Мајер. Сви остали остаци археоптерикса пронађени су такође у Солнофену. Први костур нађен је 1861. године.

## Сличност са диносаурусима и данашњим птицама
Сматра се да врста археоптерикс представља прелазни облик између диносауруса и птица, па зато има велику улогу у проучавању порекла птица и диносауруса. Као и диносауруси, ова птица је имала много шиљатих зуба у чељустима, реп дуг око 30 cm, са 20-23 пршљена, и канџе на предњим ногама. Неки фосили показују да је имала и стопала слична диносаурусима. Међутим, имала је и особине данашњих птица, као што су перје, танке кости предњих ногу и крила. Иако је имала крила, њене летачке способности досад нису доказане, иако нека истраживања показују да је имала све физичке и мождане предиспозиције за летење.

## у популарној култури
Најпознатија је рана птица, па је због тога добила доста пажње. Њен препознатљив изглед и занимање јавности учинили су је обележјем светске популарне културе.
Астероидни појас 9860 Archaeopteryx откривен 1990. године, добио је име по њој.
Једно од “најчуднијих” појављивања археоптерикса у популарној култури јесте дело Алфреда Жарија из 1897, Ubu cocu, ou l'Archéopteryx.
Друга књига из серије књига за децу „Временска машина“, У потрази за диносаурусима, враћа читаоце у доба мезозоика, да нађе и фотографише археоптерикса.

## Палеоекологија
Богатство и разноврсност кречњака Солнхофена у којима су пронађени сви примерци археоптерикса бацили су светло на древну јурску Баварску која је упадљиво другачија од данашње. Географска ширина је била слична Флориди, иако је клима вероватно била сувља, о чему сведоче фосили биљака са адаптацијама на сушне услове и недостатак копнених седимената карактеристичних за реке. Докази о биљкама, иако оскудни, укључују цикаде и четинаре, док пронађене животиње укључују велики број инсеката, малих гуштера, птеросауруса и Compsognathus.